# Desmiphora
Desmiphora är ett släkte av skalbaggar. Desmiphora ingår i familjen långhorningar.

## Dottertaxa tillDesmiphora, i alfabetisk ordning[1]
- Desmiphora aegrota
- Desmiphora amioca
- Desmiphora antennalis
- Desmiphora apicata
- Desmiphora astrigae
- Desmiphora auatinga
- Desmiphora barbata
- Desmiphora bijuba
- Desmiphora boliviana
- Desmiphora canescens
- Desmiphora cayennensis
- Desmiphora chemsaki
- Desmiphora circumspecta
- Desmiphora cirrosa
- Desmiphora compacta
- Desmiphora compta
- Desmiphora crinita
- Desmiphora crocata
- Desmiphora cucullata
- Desmiphora decora
- Desmiphora digna
- Desmiphora dozieri
- Desmiphora durantoni
- Desmiphora elegantula
- Desmiphora endibauna
- Desmiphora fasciculata
- Desmiphora fasciola
- Desmiphora ferruginea
- Desmiphora flavescens
- Desmiphora fuscosignata
- Desmiphora hirticollis
- Desmiphora intonsa
- Desmiphora jullienae
- Desmiphora kawensis
- Desmiphora lanuginosa
- Desmiphora lateralis
- Desmiphora laterialba
- Desmiphora lenkoi
- Desmiphora lineatipennis
- Desmiphora longipilis
- Desmiphora maculosa
- Desmiphora magnifica
- Desmiphora mirim
- Desmiphora mulsa
- Desmiphora multicristata
- Desmiphora neoflavescens
- Desmiphora nigroannulata
- Desmiphora niveocincta
- Desmiphora obliquelineata
- Desmiphora ornata
- Desmiphora pallida
- Desmiphora picta
- Desmiphora pitanga
- Desmiphora pretiosa
- Desmiphora rufocristata
- Desmiphora santossilvai
- Desmiphora sarryi
- Desmiphora scapularis
- Desmiphora senicula
- Desmiphora spitzi
- Desmiphora tigrinata
- Desmiphora travassosi
- Desmiphora tristis
- Desmiphora undulatofasciata
- Desmiphora unicolor
- Desmiphora uniformis
- Desmiphora variola
- Desmiphora venosa
- Desmiphora xerophila
- Desmiphora x-signata